# 元祖天才バカボン
『元祖天才バカボン』（がんそてんさいバカボン）は、赤塚不二夫の漫画『天才バカボン』を原作とするテレビアニメである。『天才バカボン』のアニメ化作品としては2作目となる。
東京ムービー新社（旧東京ムービー）制作。1975年10月6日から1977年9月26日まで、毎週月曜 19:00 - 19:30 （日本標準時）に放送。全103回（全204話）。

## 作品概要
前作『天才バカボン』と同じ東京ムービーの制作だが、制作・放送局はよみうりテレビからキー局の日本テレビに変更。プロデューサーだった楠部三吉郎によると、赤塚は当初「1作目は、自分の作品とまったく違うものにされてしまった」として東京ムービーでの再アニメ化に反対したという。こうした前作での改変問題もあり、「本作品こそ原作に沿った内容である」との意味合いで「元祖」と銘打たれた。また「元祖」というタイトルは、碓氷峠にある「元祖釜飯本店」という看板を見た楠部の妻が「元祖って面白い言葉よね」と評した言葉をきっかけに考案したというが、文芸担当の山崎敬之によればアニメ制作スタッフ内では良案が浮かばず赤塚本人に意見を求めたところ返ってきた「元祖」という語を採用したものだとの証言もある。
本作以降、天才バカボンのテレビアニメは全て『○○天才バカボン』というタイトルを使用しており、タイトルフレーズが各作品を識別する目印となっている。放送期間は2年と、歴代バカボンのテレビシリーズでは最長となった。
本作品では原作者の意向に沿ったアナーキーな演出が徹底され、純粋にナンセンスギャグのみを追求した作品となっており、原作の持つ世界観やエッセンスをテレビアニメの制約の中で十二分に再現したことで評価も高く、本作以降の作品もこのスタイルが継承されている。また前作でまだ未登場だったウナギイヌが本作で初登場している。
ただし1作目同様、原作で描かれている暴力的表現や残酷な描写などは、アニメ化に際して大幅に書き換えられている。また、原作では理由不明だった話に独自の理由付けをするなどの改変を入れることもあり、例えば、バカボンのパパ以外の登場人物が「キャキャキャ」としか言えなくなり、パパは1日遅れて「キャキャキャ」としか言えなくなった第81話（原作「キェンキャイキャキャキョン」）は、友好的な宇宙人が地球調査のために「キノガイ病」の特殊細菌を蒔いて「キャキャキャ」のみ言えるようになったとの理由付けがされており、また、パパとバカボンがロケットでブタ星へ行った第86話（原作「ブタの惑星」）は、原作では唐突にロケットに乗っているのに対し、アニメではハジメが造ったロケットに乗って出発したことになっている。この他、ロッキード事件や山口百恵など放送当時の流行ネタも登場した。
この他第107話からはショート・ショート作品3本をまとめた「ショートギャグでコニャニャチワ」シリーズが不定期に6本放送、特に3本立て目は必ず「泥棒もの」を放送していた。
主要キャストは田の中勇から肝付兼太に変更した本官さん以外は第1作を踏襲したが、天才バカボンのアニメシリーズで主要キャストが継続された例は本作のみであり、以降の作品は赤塚から指示があったママ役の増山江威子を除き、作品毎に主要キャストは大きく異なっている。キャストの仲は良く雨森のフォルクスワーゲンで増山の別荘に行ったり、赤塚がオカマバーに連れて行ったこともあるという。
制作は前番組『ガンバの冒険』のスタッフが引き続き手がけ、演出や画風にその影響が顕著に現れている。背景画は『ガンバ』の画風をデフォルメする方向で作られた。一部のスタッフはアニメ第1作にも関わっており、渡辺岳夫作曲の劇中音楽は第1作と共通のものが多く使われている。
メイン作画監督は79回までが第1作と同じ芝山努で、80回から北原健雄に交代している。業界用語で『ガンバの冒険』『ど根性ガエル』や本作に特徴的な作画をAプロ調という 。画調は大きく前期・後期に分けられ、芝山の担当した前期は原作を尊重しながらも『ガンバの冒険』を踏襲するラフな線が特徴で、またしばしばアニメーターごとにキャラクターデザインや動き方が異なる。80回から、メイン作監が北原に交代した際にキャラクター設定が改変され、原作よりも「丸く、太め」なプロポーションに変更されている。これ以降、最終話までこの「後期キャラクター」で描かれている。指の数は4本と5本のシーンが混在している。
1作目で目玉がつながっていないキャラクターデザインであった本官さんは、本作では原作に沿った「つながり目玉、鼻の穴は四角で1個」に改められ、原作通り「日本で一番銃弾使用量の多いおまわりさん」となった。ただし、赤塚の実父が警察官であったことを考慮し、楠部三吉郎はスタッフに「大事なのは目玉のお巡りさんだ」と注意し、決して人に向かって撃たなかったとしている。
逆に、パパの後輩や友人など、原作でも一回しか登場しなかったキャラクターについてはデザインが大幅に変更されている例もある。

## 前後番組とのコラボレーションなど
第1回Aパート（第1話）冒頭のプロローグでは、バカボン一家が勢揃いすると、「『元祖天才バカボン』の始まりなのだ! ヨイショ!!」のセリフと共に、前番組『ガンバの冒険』でガンバたちが元気付けをする時の「ヨイショポーズ」をとって番組が始まった。この他、作中ではテレビ画面に『ガンバの冒険』のキャラがお遊び的に一瞬登場したり、54話でガクシャに酷似したキャラが登場したりしている。
『元祖天才バカボン』の後番組には『ルパン三世 (TV第2シリーズ)』が続いたが、最終回終了後の新番組予告ではルパン三世を演じる山田康雄がナレーション冒頭に「やあパパしゃん、長い間ご苦労さんなのだ」と慰労のコメントを入れ、最後は「新番組『ルパン三世』来週夜7時から、なのだ」で締めている。また最終回ラストの「これでいいのだ」は同作品におけるサブタイトル表記の演出と同じくタイプライターの効果音で表示された。同作品はキャストやスタッフの多数が『元祖』からスライドして参加しており、第73話「花も嵐も泥棒レース」では、ゴールが破壊されるシーンで逃げまどう群衆の中にバカボンのパパが描かれている。また劇場版第1作『ルパン三世 ルパンVS複製人間』には、赤塚不二夫が三波春夫、梶原一騎とともに声優として特別出演している。

## 声の出演
- バカボンのパパ - 雨森雅司
- バカボン - 山本圭子
- バカボンのママ - 増山江威子
- ハジメちゃん - 貴家堂子
- レレレのおじさん - 槐柳二
- 本官さん - 肝付兼太
- ウナギイヌ - 池水通洋
- その他[注釈 7] - 緒方賢一、北村弘一、八奈見乗児、はせさん治、小宮和枝、和久井節緒、安原義人、神山卓三、青野武、京田尚子、野本礼三、田口昂、大竹宏、東美江、永井一郎、滝口順平、八代駿、峰恵研、富山敬、小宮山清、野沢雅子、沢りつお、山下啓介、菊池紘子、吉田理保子、城山知馨夫、内海賢二、丸山裕子、高石有子、曽我部和行、加藤修、山田俊司、筒井たか子、たてかべ和也、小山まみ、塚田恵美子、弥永和子

## スタッフ
- 原作 - 赤塚不二夫
- 企画 - 吉川斌（NTV)
- キャラクターデザイン・作画監督 - 芝山努（ - 79回）、北原健雄（80回 - ）、大塚康生[注釈 8]
- 美術監督 - 小林七郎
- 撮影監督 - 若菜章夫・大和田享（ - 79回）、小林健一・小原進（80回 - ）
- 録音監督 - 加藤敏
- 音楽 - 渡辺岳夫
- 選曲 - 鈴木清司
- 文芸担当 - 山崎敬之（ - 79回）、飯岡順一（80回 - ）
- 制作担当、制作デスク - 加藤俊三
- プロデューサー - 上野徹（NTV)・楠部三吉郎（東京ムービー)（ - 79回）、高橋靖二（NTV)・高橋美光（東京ムービー)（80回 - ）
- 原画 - 近藤喜文、山田道代、葛岡博、小林治、中村英一、富沢和雄、大橋学、本多敏行、川尻善昭、北原健雄、竹内留吉、青木悠三、前田実、児玉兼嗣、丹内司、金沢比呂司、香西隆男、大塚康生、富永貞義、米川功真 他
- 動画 - 有原誠治、須田裕美子 他
- 色指定 - 山名公枝、関根栄子
- 美術設定 - 男鹿和雄、清水一利、水谷利春、白坂のり子、松平聡
- 効果 - 宮田音響
- 録音技術 - 飯塚秀保
- 編集 - 東放制作
- 制作協力 - Aプロダクション（- 79回）、東京アニメーションフィルム（- 79回）、東北新社、東京現像所
- 制作 - 東京ムービー

## 主題歌
オープニングテーマ
「タリラリランのコニャニャチワ」
作詞 - 東京ムービー企画部 / 作曲 - 渡辺岳夫 / 編曲 - あかのたちお / 歌 - コロムビアゆりかご会、グリンピース、雨森雅司
エンディングテーマ
「パパはやっぱりすばらしい」（第1回 - 第9回）
作詞 - 東京ムービー企画部 / 作曲 - 渡辺岳夫 / 編曲 - あかのたちお / 歌 - 水谷賢、コロムビアゆりかご会、こおろぎ'73、雨森雅司
バカボンの視点で書かれた歌詞による、ほのぼのとしたメルヘンチックな楽曲。
「元祖天才バカボンの春」（第10回 - 第103回）
作詞 - 赤塚不二夫 / 作曲 - 渡辺岳夫 / 編曲 - あかのたちお / 歌 - こおろぎ'73、コロムビアゆりかご会
A - Bメロはムード歌謡調、サビで突然マーチ調に変わる。「41歳の春だから」というフレーズから、原作漫画連載開始から41周年を迎えた2009年には、後述のCMや、2000年に初登場したパチンコ機「CR天才バカボン」（大一商会）の3代目機種となる「CR天才バカボン 41才の春だから」が発売されている。

## 各話リスト
全作品とも原則としては1回で2話放送。前作がほとんど原作をアニメ化しなかったこともあり放送開始時点で『マガジン』、『サンデー』『おやじ』合わせて5年分のストックがあったものの、バカボン一家が不在の話やショッキングな話も少なくなかったため全てがアニメ化されたわけではないにもかかわらずアニメオリジナルエピソードもいくつか作られた。また、後期では連載中の『月刊少年マガジン』の作品からアニメ化した回もあった。
全103回、204話。休止は1977年1月3日のみ。1979年1月30日再放送（関東地方）の第92話では最高視聴率である25.7%を記録した（ビデオリサーチ・関東地区調べ）。1987年 - 1988年頃にかけてのテレビ東京による再放送では、最高視聴率が19.8%（ビデオリサーチ・関東地区調べ）に昇り、新シリーズが製作されるきっかけにもなった。
多くのエピソードでは最後にバカボンパパが納得したオチでは「これでいいのだ！」、納得しないオチでは「これでいいのか！」などと言って終わる。スポットや次週予告でのパパの決めゼリフは1作目の「見ない奴は死刑なのだ！」から「それじゃまた会おう。見ないと逮捕なのだ！」に変更されている。
| 回  | 放送日         | 話数 | サブタイトル                       | 脚本       | 演出       |
| --- | -------------- | ---- | ---------------------------------- | ---------- | ---------- |
| 1   | 1975年 10月6日 | 1    | ブタさんはとんかつなのだ           | 金子裕     | 竹内啓雄   |
| 1   | 1975年 10月6日 | 2    | 宝をうめてさがすのだ               | 城山昇     | さきまくら |
| 2   | 10月13日       | 3    | もしもしカメよカメさまなのだ       | 吉田喜昭   | 御厨恭輔   |
| 2   | 10月13日       | 4    | ヤキモチの結婚記念日なのだ         | 山崎晴哉   | 吉田茂承   |
| 3   | 10月20日       | 5    | わしは新聞にだまされたのだ         | 吉田喜昭   | 高屋敷英夫 |
| 3   | 10月20日       | 6    | ユーレイさんコニャニャチハ         | 山崎晴哉   | 竹内啓雄   |
| 4   | 10月27日       | 7    | 枯葉が散ると髪が散るのだ           | 城山昇     | さきまくら |
| 4   | 10月27日       | 8    | 望遠鏡でホシをとるのだ             | 城山昇     | 御厨恭輔   |
| 5   | 11月3日        | 9    | チエノワ菌をはずすのだ             | 山崎晴哉   | 吉田茂承   |
| 5   | 11月3日        | 10   | 誰が食べたかおサカナさん           | 城山昇     | 高屋敷英夫 |
| 6   | 11月10日       | 11   | スポーツは空頭が一番なのだ         | 松崎行雄   | 竹内啓雄   |
| 6   | 11月10日       | 12   | おまわりさんの趣味は大きいのだ     | 吉田喜昭   | 御厨恭輔   |
| 7   | 11月17日       | 13   | 強盗殺人の予約なのだ               | 山崎晴哉   | さきまくら |
| 7   | 11月17日       | 14   | しゃっくりでネコになるのだ         | 蘇武路夫   | 吉田茂承   |
| 8   | 11月24日       | 15   | 川で鳥が釣れるのだ                 | 山崎晴哉   | 高屋敷英夫 |
| 8   | 11月24日       | 16   | 夜なきソバ屋でもうけるのだ         | 金子裕     | 竹内啓雄   |
| 9   | 12月1日        | 17   | 二本立ての夢を見るのだ             | 城山昇     | 御厨恭輔   |
| 9   | 12月1日        | 18   | 秋はふかしイモをやくのだ           | 山崎晴哉   | さきまくら |
| 10  | 12月8日        | 19   | パパのそっくりさんはコントなのだ   | 蘇武路夫   | 吉田茂承   |
| 10  | 12月8日        | 20   | ボーナスをつかまえよう             | 山崎晴哉   | 高屋敷英夫 |
| 11  | 12月15日       | 21   | ネコがイヌになるのだ               | 金子裕     | 竹内啓雄   |
| 11  | 12月15日       | 22   | お歳暮はソウジ鬼なのだ             | 金子裕     | 御厨恭輔   |
| 12  | 12月22日       | 23   | わしらをだますなかれなのだ         | 城山昇     | さきまくら |
| 12  | 12月22日       | 24   | わしはサンタクロースなのだ         | 吉田喜昭   | 吉田茂承   |
| 13  | 12月29日       | 25   | 忘年会は命がけなのだ               | 吉田喜昭   | 御厨恭輔   |
| 13  | 12月29日       | 26   | 大晦日は大いそがしなのだ           | 山崎晴哉   | 高屋敷英夫 |
| 14  | 1976年 1月5日  | 27   | 今年も来ましたお正月さん           | 蘇武路夫   | 竹内啓雄   |
| 14  | 1976年 1月5日  | 28   | 初夢で未来がわかるのだ             | 山崎晴哉   | 高屋敷英夫 |
| 15  | 1月12日        | 29   | 天才バカボンの劇画なのだ           | 金子裕     | さきまくら |
| 15  | 1月12日        | 30   | 天の雪をお待ちするのだ             | 城山昇     | 吉田茂承   |
| 16  | 1月19日        | 31   | 家庭教師はまかせておくのだ         | 城山昇     | 高屋敷英夫 |
| 16  | 1月19日        | 32   | 演説には背広がいるのだ             | 蘇武路夫   | 竹内啓雄   |
| 17  | 1月26日        | 33   | タコさんタコさん勉強するのだ       | 城山昇     | 御厨恭輔   |
| 17  | 1月26日        | 34   | ゴミだらけは美しいのだ             | 城山昇     | さきまくら |
| 18  | 2月2日         | 35   | うちの殿にはおへそがないのだ       | 城山昇     | 吉田茂承   |
| 18  | 2月2日         | 36   | わしは芥川賞をとるのだ             | 山崎晴哉   | 御厨恭輔   |
| 19  | 2月9日         | 37   | わしもチョコレートをもらうのだ     | 城山昇     | 竹内啓雄   |
| 19  | 2月9日         | 38   | 知能指数は7百円なのだ              | 山崎晴哉   | 高屋敷英夫 |
| 20  | 2月16日        | 39   | 九官鳥は王子なのだ                 | 吉田喜昭   | さきまくら |
| 20  | 2月16日        | 40   | イスはクルマなのだ                 | 石倉俊文   | 吉田茂承   |
| 21  | 2月23日        | 41   | おまわりさんのバースデーなのだ     | 吉田喜昭   | 御厨恭輔   |
| 21  | 2月23日        | 42   | うらないはゲタであたるのだ         | 金子裕     | 高屋敷英夫 |
| 22  | 3月1日         | 43   | テッポー持って記事とりなのだ       | 山崎晴哉   | 竹内啓雄   |
| 22  | 3月1日         | 44   | キョーレツな香水なのだ             | 蘇武路夫   | さきまくら |
| 23  | 3月8日         | 45   | カゼをひくのも大変なのだ           | 金子裕     | 吉田茂承   |
| 23  | 3月8日         | 46   | バイオリンでゲゲゲのゲなのだ       | 金子裕     | 高屋敷英夫 |
| 24  | 3月15日        | 47   | 死にたい人ほど生きるのだ           | 吉田喜昭   | 竹内啓雄   |
| 24  | 3月15日        | 48   | 空手の天才のバカなのだ             | 金子裕     | 御厨恭輔   |
| 25  | 3月22日        | 49   | わしの天才がバカになったのだ       | 金子裕     | さきまくら |
| 25  | 3月22日        | 50   | 絵かきさんは英語なのだ             | 吉田喜昭   | 吉田茂承   |
| 26  | 3月29日        | 51   | ガンクツ王の復讐なのだ             | 吉田喜昭   | 高屋敷英夫 |
| 26  | 3月29日        | 52   | サクラはちるちる人もちるのだ       | 城山昇     | 竹内啓雄   |
| 27  | 4月5日         | 53   | 賞金稼ぎ・子持ち狼なのだ           | 山崎晴哉   | 御厨恭輔   |
| 27  | 4月5日         | 54   | ネズミがわしをバカにした           | 金子裕     | さきまくら |
| 28  | 4月12日        | 55   | 天才バカボン イン・アメリカ        | 山崎晴哉   | 高屋敷英夫 |
| 28  | 4月12日        | 56   | 遊びに来ました土の中               | 金子裕     | 竹内啓雄   |
| 29  | 4月19日        | 57   | ボロショイサーカスの天才児なのだ   | 城山昇     | 吉田茂承   |
| 29  | 4月19日        | 58   | ゆうかい犯人はオカシなのだ         | 吉田喜昭   | 御厨恭輔   |
| 30  | 4月26日        | 59   | スキヤキ殺人事件なのだ             | 山崎晴哉   | 岡崎稔     |
| 30  | 4月26日        | 60   | 先生のセンセーショナルなのだ       | 御厨恭輔   | さきまくら |
| 31  | 5月3日         | 61   | わしは魔法使いなのだ               | 城山昇     | 吉田茂承   |
| 32  | 5月10日        | 62   | 天才ウナギイヌ登場なのだ           | 山崎晴哉   | 高屋敷英夫 |
| 32  | 5月10日        | 63   | 母の日はピストルにうたれるのだ     | 吉田喜昭   | 竹内啓雄   |
| 33  | 5月17日        | 64   | ウナギイヌが危ないのだ             | 山崎晴哉   | 御厨恭輔   |
| 33  | 5月17日        | 65   | ユカイカイカイキキカイカイなのだ   | 吉田喜昭   | さきまくら |
| 34  | 5月24日        | 66   | これがウナギイヌの正体なのだ       | 城山昇     | 御厨恭輔   |
| 34  | 5月24日        | 67   | いやな雨でもほしくなるのだ         | さきまくら | 高屋敷英夫 |
| 35  | 5月31日        | 68   | ウナギイヌの活躍なのだ             | 城山昇     | 岡崎稔     |
| 35  | 5月31日        | 69   | 人助けは大変なのだ                 | 高屋敷英夫 | 福富博     |
| 36  | 6月7日         | 70   | パパのまねしたおまわりさん         | 金子裕     | 竹内啓雄   |
| 36  | 6月7日         | 71   | ママのおムコをみつけるのだ         | 蘇武路夫   | 御厨恭輔   |
| 37  | 6月14日        | 72   | 宇宙人をタイホするのだ             | 城山昇     | さきまくら |
| 37  | 6月14日        | 73   | お酒のにおいをよこしなさい         | 蘇武路夫   | 吉田茂承   |
| 38  | 6月21日        | 74   | 夕やけこやけの旅ガラスなのだ       | 御厨恭輔   | 岡崎稔     |
| 38  | 6月21日        | 75   | ゴルフだから海へ行くのだ           | 蘇武路夫   | 高屋敷英夫 |
| 39  | 6月28日        | 76   | とられたスモウ返すのだ             | 城山昇     | 竹内啓雄   |
| 39  | 6月28日        | 77   | シッチャカメッチャカの海水浴       | 蘇武路夫   | 御厨恭輔   |
| 40  | 7月5日         | 78   | 催眠術の呪いなのだ                 | 竹内啓雄   | 福富博     |
| 40  | 7月5日         | 79   | コケコッコはもうケッコーなのだ     | 金子裕     | さきまくら |
| 41  | 7月12日        | 80   | ママの泣いてあかした夏の午後       | 御厨恭輔   | 吉田茂承   |
| 41  | 7月12日        | 81   | キェンキャイキャキャキョンなのだ   | 山崎晴哉   | 高屋敷英夫 |
| 42  | 7月19日        | 82   | おバケはほんとうにいるのだ         | 山崎晴哉   | 岡崎稔     |
| 42  | 7月19日        | 83   | おとなはおとなとあそびなさい       | 吉田喜昭   | 竹内啓雄   |
| 43  | 7月26日        | 84   | カニボスと海の商売なのだ           | 城山昇     | 御厨恭輔   |
| 43  | 7月26日        | 85   | イヌネコ化粧品のセールスマンなのだ | 山崎晴哉   | さきまくら |
| 44  | 8月2日         | 86   | ブタの惑星                         | 金子裕     | 高屋敷英夫 |
| 44  | 8月2日         | 87   | 冷凍人間コニャニャチハ             | 金子裕     | 吉田茂承   |
| 45  | 8月9日         | 88   | 天才ウナギおまわりさんなのだ       | 城山昇     | 福富博     |
| 45  | 8月9日         | 89   | うらなう人の星の王子さまなのだ     | 城山昇     | 竹内啓雄   |
| 46  | 8月16日        | 90   | ヤカンの三カン王なのだ             | 山崎晴哉   | 御厨恭輔   |
| 46  | 8月16日        | 91   | セイ子にマシ子にキャデラッ子       | 城山昇     | 吉田茂承   |
| 47  | 8月23日        | 92   | パパの西部劇なのだ                 | 金子裕     | 高屋敷英夫 |
| 47  | 8月23日        | 93   | 留守番パパのかんちがいなのだ       | 石倉俊文   | 御厨恭輔   |
| 48  | 8月30日        | 94   | 死んでもたばこはやめられないのだ   | 竹内啓雄   | 吉田茂承   |
| 48  | 8月30日        | 95   | バカボンの絵日記大騒動             | 石倉俊文   | 岡崎稔     |
| 49  | 9月6日         | 96   | ウナギイヌのペンフレンドなのだ     | 金子裕     | さきまくら |
| 49  | 9月6日         | 97   | 夏のなごりの砂浜なのだ             | 山崎晴哉   | 御厨恭輔   |
| 50  | 9月13日        | 98   | バカボンをハクセイにするのだ       | 石倉俊文   | 竹内啓雄   |
| 50  | 9月13日        | 99   | パパのナンマイダなのだ             | 金子裕     | 高屋敷英夫 |
| 51  | 9月20日        | 100  | 不思議のクツで走るのだ             | 城山昇     | 福富博     |
| 51  | 9月20日        | 101  | 父と子は親子なのだ                 | 高屋敷英夫 | 竹内啓雄   |
| 52  | 9月27日        | 102  | お城とスイカをこうかんするのだ     | 大和屋竺   | 御厨恭輔   |
| 52  | 9月27日        | 103  | パパはママにプロポーズなのだ       | 山崎晴哉   | 吉田茂承   |
| 53  | 10月4日        | 104  | バカボンにヒゲがはえるか           | 山崎晴哉   | 高屋敷英夫 |
| 53  | 10月4日        | 105  | ミイラの殿さまはどこいったのだ     | 金子裕     | 竹内啓雄   |
| 54  | 10月11日       | 106  | ショートギャグでコニャニャチハ     | 城山昇     | 岡崎稔     |
| 54  | 10月11日       | 107  | モシモシお月さん今晩はなのだ       | 蘇武路夫   | 御厨恭輔   |
| 55  | 10月18日       | 108  | 怪盗白雪先輩なのだ                 | 山崎晴哉   | さきまくら |
| 55  | 10月18日       | 109  | 天才ブタボンなのだ                 | 金子裕     | 吉田茂承   |
| 56  | 10月25日       | 110  | パパの警察手帳なのだ               | 大和屋竺   | 岡崎稔     |
| 56  | 10月25日       | 111  | 夢がホントになったのだ             | 城山昇     | 高屋敷英夫 |
| 57  | 11月1日        | 112  | アラビアンナイトの研究なのだ       | 城山昇     | 竹内啓雄   |
| 57  | 11月1日        | 113  | えらい人になりたいのだ             | 城山昇     | 御厨恭輔   |
| 58  | 11月8日        | 114  | ショートギャグでコニャニャチハ2    | 城山昇     | さきまくら |
| 58  | 11月8日        | 115  | 大金持ちのお坊ちゃまなのだ         | 城山昇     | 吉田茂承   |
| 59  | 11月15日       | 116  | バカシングのボクシングなのだ       | 山崎晴哉   | 岡崎稔     |
| 59  | 11月15日       | 117  | タリラリラーンのとうがらしなのだ   | 城山昇     | 高屋敷英夫 |
| 60  | 11月22日       | 118  | なんと不思議なイスなのだ           | 金子裕     | 御厨恭輔   |
| 60  | 11月22日       | 119  | 石さん百万円なのだ                 | 大和屋竺   | 御厨恭輔   |
| 61  | 11月29日       | 120  | 恐怖のデタラメレンズなのだ         | 山崎晴哉   | 福富博     |
| 61  | 11月29日       | 121  | バカタレ菌の天才なのだ             | 大和屋竺   | 吉田茂承   |
| 62  | 12月6日        | 122  | ショートギャグでコニャニャチハ3    | 城山昇     | さきまくら |
| 62  | 12月6日        | 123  | おくさんこわいエントツこわい       | 竹内啓雄   | 高屋敷英夫 |
| 63  | 12月13日       | 124  | お酒アニマルなのだ                 | 金子裕     | 竹内啓雄   |
| 63  | 12月13日       | 125  | 鬼子とおじいさんなのだ             | 大和屋竺   | 御厨恭輔   |
| 64  | 12月20日       | 126  | 怪盗ネコ男なのだ                   | 城山昇     | さきまくら |
| 64  | 12月20日       | 127  | おおサンタパパなのだ               | 山崎晴哉   | 吉田茂承   |
| 65  | 12月27日       | 128  | かくし芸のトックンなのだ           | 大和屋竺   | 福富博     |
| 65  | 12月27日       | 129  | そうじとしょうじと習字なのだ       | 城山昇     | 御厨恭輔   |
| 66  | 1977年 1月10日 | 130  | パパはめでたい日本一               | 金子裕     | 御厨恭輔   |
| 66  | 1977年 1月10日 | 131  | 四角い初夢よろしくなのだ           | 金子裕     | 吉田茂承   |
| 67  | 1月17日        | 132  | ショートギャグでコニャニャチハ4    | 城山昇     | さきまくら |
| 67  | 1月17日        | 133  | パパの秘密結社なのだ               | 城山昇     | 御厨恭輔   |
| 68  | 1月24日        | 134  | おとぎばなしがいっぱいなのだ       | 大和屋竺   | 御厨恭輔   |
| 68  | 1月24日        | 135  | 脱走犯人はかわいそうなのだ         | 吉田喜昭   | さきまくら |
| 69  | 1月31日        | 136  | 氷はガラスなのだ                   | 山崎晴哉   | 御厨恭輔   |
| 69  | 1月31日        | 137  | 前略母ちゃんさま                   | 山崎晴哉   | さきまくら |
| 70  | 2月7日         | 138  | 雪さんコンコンなのだ               | 山崎晴哉   | 福富博     |
| 70  | 2月7日         | 139  | おまわりさんのシンマイなのだ       | 吉田喜昭   | 吉田茂承   |
| 71  | 2月14日        | 140  | 新婚ほやほやなのだ                 | 城山昇     | 御厨恭輔   |
| 71  | 2月14日        | 141  | ショートギャグでコニャニャチハ5    | 城山昇     | さきまくら |
| 72  | 2月21日        | 142  | カッパの王さまなのだ               | 大和屋竺   | 福富博     |
| 72  | 2月21日        | 143  | タコさんのマネージャーなのだ       | 城山昇     | 吉田茂承   |
| 73  | 2月28日        | 144  | イヌはニャンと鳴かないのだ         | 城山昇     | 御厨恭輔   |
| 73  | 2月28日        | 145  | こどものまねはいけないのだ         | 吉田喜昭   | さきまくら |
| 74  | 3月7日         | 146  | 凶悪犯人大追跡なのだ               | 金子裕     | 福富博     |
| 74  | 3月7日         | 147  | ペットはだいじにかわいがるのだ     | 金子裕     | 吉田茂承   |
| 75  | 3月14日        | 148  | レレレのおじさんの意外な過去なのだ | 金子裕     | 御厨恭輔   |
| 75  | 3月14日        | 149  | ショートギャグでコニャニャチハ6    | 城山昇     | さきまくら |
| 76  | 3月21日        | 150  | おまわりさんと旅をするのだ         | 吉田喜昭   | 福富博     |
| 76  | 3月21日        | 151  | おどろ木ももの木不思議な木         | 山崎晴哉   | 吉田茂承   |
| 77  | 3月28日        | 152  | パパはクイズの天才なのだ           | 山崎晴哉   | 御厨恭輔   |
| 77  | 3月28日        | 153  | タイムマシンで先祖にあうのだ       | 大和屋竺   | 御厨恭輔   |
| 78  | 4月4日         | 154  | バカ田大学想い出日記               | 吉田喜昭   | 吉田茂承   |
| 78  | 4月4日         | 155  | 本官さんの結婚なのだ               | 金子裕     | 福富博     |
| 79  | 4月11日        | 156  | 恐怖の無責任先生                   | 紺屋行男   | さきまくら |
| 79  | 4月11日        | 157  | 陸でボートをこぐのだ               | 山崎晴哉   | 今切洗     |
| 80  | 4月18日        | 158  | タマゲタのゲタなのだ               | 金子裕     | 棚橋一徳   |
| 80  | 4月18日        | 159  | 夢人間アラジンくん                 | 紺屋行雄   | 御厨恭輔   |
| 81  | 4月25日        | 160  | ともだちはライバルなのだ           | 吉田喜昭   | さきまくら |
| 81  | 4月25日        | 161  | 本官さんは金しだい                 | 城山昇     | 棚橋一徳   |
| 82  | 5月2日         | 162  | 子供の日はわしの日なのだ           | 山崎晴哉   | 御厨恭輔   |
| 82  | 5月2日         | 163  | おみやげなんてアロハオエ           | 金子裕     | 御厨恭輔   |
| 83  | 5月9日         | 164  | パパの履歴書なのだ                 | 城山昇     | さきまくら |
| 83  | 5月9日         | 165  | なんでもくっつく説なのだ           | 金子裕     | 棚橋一徳   |
| 84  | 5月16日        | 166  | 怠け菌は笑い殺すのだ               | 山崎晴哉   | さきまくら |
| 84  | 5月16日        | 167  | 命の恩人には弱いのだ               | 吉田喜昭   | 御厨恭輔   |
| 85  | 5月23日        | 168  | おまわりさんの身替りはつらいのだ   | 紺屋行雄   | 今切洗     |
| 85  | 5月23日        | 169  | 恐怖の反対人間なのだ               | 吉田喜昭   | 棚橋一徳   |
| 86  | 5月30日        | 170  | 恐怖のお医者さんなのだ             | 山崎晴哉   | 馬場和雄   |
| 86  | 5月30日        | 171  | 笑って笑って大作戦                 | 金子裕     | さきまくら |
| 87  | 6月6日         | 172  | 有名人には弱いのだ                 | 金子裕     | 御厨恭輔   |
| 87  | 6月6日         | 173  | 借りは返すのだ                     | 城山昇     | 棚橋一徳   |
| 88  | 6月13日        | 174  | 交番ジャックなのだ                 | 吉田喜昭   | 御厨恭輔   |
| 88  | 6月13日        | 175  | 掃除人形をつくるのだ               | 城山昇     | さきまくら |
| 89  | 6月20日        | 176  | おまわりさんはUFOなのだ            | 吉田喜昭   | 御厨恭輔   |
| 89  | 6月20日        | 177  | ないしょのパパの日                 | 金子裕     | 今切洗     |
| 90  | 6月27日        | 178  | 爆弾男をさがすのだ                 | 山崎晴哉   | 馬場和雄   |
| 90  | 6月27日        | 179  | 母をたずねて三千円                 | 紺屋行雄   | 今切洗     |
| 91  | 7月4日         | 180  | アサガオさんコニャニャチハ         | 金子裕     | 馬場和雄   |
| 91  | 7月4日         | 181  | ドロボウ前の男なのだ               | 吉田喜昭   | 棚橋一徳   |
| 92  | 7月11日        | 182  | 恐怖のいそぎ人間なのだ             | 山崎晴哉   | 御厨恭輔   |
| 92  | 7月11日        | 183  | 元祖天才モデルなのだ               | 富田祐弘   | 馬場和雄   |
| 93  | 7月18日        | 184  | ゴの勝負のユーレイなのだ           | 吉田喜昭   | さきまくら |
| 93  | 7月18日        | 185  | 陸で魚を釣るのだ                   | 山崎晴哉   | 棚橋一徳   |
| 94  | 7月25日        | 186  | やせたやせた夏やせなのだ           | 城山昇     | 岡崎稔     |
| 94  | 7月25日        | 187  | 殺人会議を開くのだ                 | 城山昇     | 御厨恭輔   |
| 95  | 8月1日         | 188  | バカボンの宿題なのだ               | 城山昇     | 棚橋一徳   |
| 95  | 8月1日         | 189  | ピストル撃てないおまわりさん       | 城山昇     | 馬場和雄   |
| 96  | 8月8日         | 190  | 骨をとるのはホネなのだ             | 山崎晴哉   | 永丘昭典   |
| 96  | 8月8日         | 191  | 元祖日本世界昔ばなし               | 金子裕     | さきまくら |
| 97  | 8月15日        | 192  | スケジュールの天才なのだ           | 山崎晴哉   | 御厨恭輔   |
| 97  | 8月15日        | 193  | 恐怖の特急バスなのだ               | 金子裕     | 今切洗     |
| 98  | 8月22日        | 194  | 怪奇スターがいっぱいなのだ         | 金子裕     | さきまくら |
| 98  | 8月22日        | 195  | 海水浴のおフロなのだ               | 竹内啓雄   | 棚橋一徳   |
| 99  | 8月29日        | 196  | ガマンで勝負なのだ                 | 吉田喜昭   | 馬場和雄   |
| 99  | 8月29日        | 197  | ミミズはペットの王様なのだ         | 竹内啓雄   | 御厨恭輔   |
| 100 | 9月5日         | 198  | たまには外で食事するのだ           | 城山昇     | 岡崎稔     |
| 100 | 9月5日         | 199  | フラダンスの犬なのだ               | 枝刈史郎   | 御厨恭輔   |
| 101 | 9月12日        | 200  | 十年振りの人なのだ                 | 金子裕     | 岡崎稔     |
| 101 | 9月12日        | 201  | パパの大安売りなのだ               | 竹内啓雄   | 永丘昭典   |
| 102 | 9月19日        | 202  | お手伝いさんで親孝行なのだ         | 山崎晴哉   | 棚橋一徳   |
| 102 | 9月19日        | 203  | 本官さんの赤ちゃんなのだ           | 金子裕     | 御厨恭輔   |
| 103 | 9月26日        | 204  | さようならでコニャニャチハ         | 城山昇     | さきまくら |

なお「ショートギャグでコニャニャチワ」各話の内容は次の通り。
| 回 | 話  | サブタイトル         |
| -- | --- | -------------------- |
| 1  | 106 | ワシの二代目なのだ   |
| 1  | 106 | コロコロウナギイヌ   |
| 1  | 106 | うつり気ドロボウ     |
| 2  | 114 | ババぬき、パパぬき   |
| 2  | 114 | ママはだれのもの？   |
| 2  | 114 | きれいずきドロボウ   |
| 3  | 122 | パパのにがお絵       |
| 3  | 122 | かわいそうな人なのだ |
| 3  | 122 | プライドあるドロボウ |
| 4  | 132 | 自信のない男         |
| 4  | 132 | 動物ホテル           |
| 4  | 132 | かんろくあるドロボウ |
| 5  | 141 | かわった友だち       |
| 5  | 141 | 泣かせる少年         |
| 5  | 141 | 教養あるドロボウ     |
| 6  | 149 | パパのおもいちがい   |
| 6  | 149 | 動かないバカボン     |
| 6  | 149 | おしゃれドロボウ     |

## 放送局
放送系列は当時のもの。
| 放送地域       | 放送局         | 放送当時の系列                               | 放送時間                  | 備考 |
| -------------- | -------------- | -------------------------------------------- | ------------------------- | --- |
| 関東広域圏     | 日本テレビ     | 日本テレビ系列                               | 月曜 19:00 - 19:30        | 制作局 |
| 北海道         | 札幌テレビ     | 日本テレビ系列                               | 月曜 19:00 - 19:30        | |
| 青森県         | 青森放送       | 日本テレビ系列 テレビ朝日系列                |                           | |
| 岩手県         | テレビ岩手     | 日本テレビ系列 テレビ朝日系列                | 月曜 - 木曜 17:30 - 18:00 | |
| 秋田県         | 秋田放送       | 日本テレビ系列                               |                           | |
| 宮城県         | ミヤギテレビ   | 日本テレビ系列                               | 月曜 19:00 - 19:30        | |
| 福島県         | 福島中央テレビ | 日本テレビ系列 テレビ朝日系列                | 金曜 18:00 - 18:30        | |
| 山梨県         | 山梨放送       | 日本テレビ系列                               | 土曜 6:15 - 6:45          | |
| 新潟県         | 新潟総合テレビ | フジテレビ系列 日本テレビ系列 テレビ朝日系列 | 月曜 17:20 - 17:48        | |
| 長野県         | 信越放送       | TBS系列                                      | 土曜 17:20 - 17:50        | |
| 富山県         | 北日本放送     | 日本テレビ系列                               | 月曜 - 金曜 17:30 - 18:00 | 本放送終了後に放送 |
| 石川県         | 北陸放送       | TBS系列                                      | 火曜 17:30 - 18:00        | |
| 福井県         | 福井放送       | 日本テレビ系列                               |                           | |
| 中京広域圏     | 中京テレビ     | 日本テレビ系列                               | 月曜 19:00 - 19:30        | |
| 近畿広域圏     | よみうりテレビ | 日本テレビ系列                               | 月曜 19:00 - 19:30        | 前作『天才バカボン』制作局 |
| 鳥取県・島根県 | 日本海テレビ   | 日本テレビ系列 テレビ朝日系列                | 木曜 18:00 - 18:30        | |
| 広島県         | 広島テレビ     | 日本テレビ系列                               | 月曜 19:00 - 19:30        | |
| 山口県         | 山口放送       | 日本テレビ系列                               |                           | |
| 徳島県         | 四国放送       | 日本テレビ系列                               | 土曜 17:30 - 18:00        | 本放送終了後に放送 |
| 香川県         | 西日本放送     | 日本テレビ系列                               | 月曜 19:00 - 19:30        | 当時の放送エリアは香川県のみ |
| 愛媛県         | 南海放送       | 日本テレビ系列                               | 月曜 16:55 - 17:25        | |
| 福岡県         | 福岡放送       | 日本テレビ系列                               | 月曜 19:00 - 19:30        | |
| 長崎県         | テレビ長崎     | フジテレビ系列 日本テレビ系列                | 月曜 19:00 - 19:30        | |
| 熊本県         | 熊本放送       | TBS系列                                      | 水曜 17:30 - 18:00        | |
| 大分県         | テレビ大分     | フジテレビ系列 日本テレビ系列 テレビ朝日系列 | 土曜 18:00 - 18:30        | |
| 鹿児島県       | 鹿児島テレビ   | フジテレビ系列 日本テレビ系列 テレビ朝日系列 | 日曜 18:00 - 18:30        | |
| 沖縄県         | 琉球放送       | TBS系列                                      |                           | |
| 全国           | アニマックス   | CS放送                                       |                           | 2017年にデジタルリマスター版での再放送。字幕放送も実施。バカボンのパパが黄色字幕、バカボンが青色字幕、それ以外の人物は、白色で表記される。 |

## 劇場版
元祖天才バカボン（1976年3月13日公開）
『東宝チャンピオンまつり』内のプログラムとして上映されている。10話（第5回Bパート）「誰が食べたかおサカナさん」のブローアップ版。上映時間は14分。
併映はディズニー作品『ピーター・パン』・『ミッキーのがんばれ!サーカス』（『ミッキーのサーカス』改題版）・『ドナルド・ダックのライオン大騒動』（『ドナルドのライオン騒動』改題版）・『ドナルド・ダックの人喰いザメ』（『ドナルドの漂流記』改題版）・『チップとディールの怪獣をやっつけろ!』（『リスの怪獣退治』改題版）と、国産作品『勇者ライディーン』・『タイムボカン』・『およげ!たいやきくん』の計7本。本来『チャンピオンまつり』はゴジラ映画などの長編特撮映画をメインとしているが、この時だけはディズニーアニメを中心にした特別版だった。

## 関連商品
映像ソフト
以前はパイオニアLDCから前期作画監督であった芝山努書き下ろしのジャケットイラスト及びハイビジョン・リマスターを売りにしたDVD-BOX（全3巻）が発売されていた。
廉価版はハピネット・ピクチャーズより発売。芝山が放送時に起こした設定画をトレスして彩色した物をジャケットやパッケージに使用している。
- 元祖天才バカボン … ボックスセット全2巻（1 - 48話、49 - 103話）

HDリマスター版はキングレコードより発売。
- 元祖天才バカボン … ボックスセット全2巻

最新HDマスタリングを売りにしており全巻とも本放送中に赤塚不二夫が書き下ろしたイラストをパッケージ用に転用している。
※「作画監督 芝山努」版の前期OPを紛失しており、後期OPに統一している。
サウンドトラック
- 「元祖天才バカボン サウンドトラック総集盤」（デイジー・ミュージック。2008年11月25日発売）

## ネット配信
- YouTubeの「TMSアニメ55周年公式チャンネル」から、2019年7月10日より第1 - 3回までが配信されている（同日には同チャンネルで前作も配信開始）。
- OP・EDとも「制作 東京ムービー」のクレジットは、差し替えずにそのまま配信、また第1話開始前のプロローグ（「ヨイショポーズ」入り）もそのまま配信されている。
- 2020年からは本作・前作とも、第1回のみの配信に変更された。
- 2022年9月17日から同年11月16日まで『無印』第1 - 20回と本作第1 - 20回をひとまとめにして配信された。こちらも配信形態は同じ。翌11月17日からは第3回までに短縮となる。
- 2024年8月2日より、同年5月に逝去されたママ役の増山江威子追悼特別配信として、ママをメインにした話を含む本作2回（41・52回）と、『無印』1回（第4回）を期間限定で無料配信されている。